# Richard Medek
Richard Medek (* 25. ledna 1961) je český novinář, spisovatel a mediální manažer, bývalý generální ředitel Českého rozhlasu.

## Život
Působil jako dětský herec, během 70. let 20. století hrál například v seriálu Boříkovy lapálie či filmech My tři a pes z Pětipes, Konečně si rozumíme a Vlak do stanice Nebe. Po roce 2000 se výjimečně objevil ve filmech Mezi námi přáteli a Rekvalifikace.
V roce 1986 dokončil Fakultu žurnalistiky Univerzity Karlovy. V letech 1990 a 1994 absolvoval stáže v Rádiu Svobodná Evropa a v BBC. V roce 1993 působil krátce jako šéfredaktor pořadu Mikrofórum Českého rozhlasu. V letech 1993 až 1995 byl šéfredaktorem pořadu Snídaně s Novou TV Nova. V letech 1995 až 1996 působil jako generální ředitel Radia Nová Alfa. V letech 1996 až 1999 byl ředitelem marketingu a PR televize NOVA. Od roku 1999 pracoval v České televizi jako producent a v letech 2002 až 2004 jako šéfdramaturg Centra zábavné tvorby ČT.
Od roku 2004 působil v Českém rozhlase. Nejprve jako ředitel stanic Regina a Region. Od 1. února 2007 se stal programovým ředitelem ČRo a 30. září 2009 byl zvolen generálním ředitelem Českého rozhlasu. Koncem února 2010 na funkci generálního ředitele podle vlastních slov ze zdravotních důvodů rezignoval.
Je ženatý, s manželkou Jitkou má 3 děti.

## Knihy
- 2014 - Nejen o tom
- 2015 - Muž s čápem aneb Šifra žida Eicka
- 2022 - Inteligence aneb Cesta k modré spermii